# Juan José Serra Boned
Juan José Serra Boned (Ibiza, Baleares, España, 11 de junio de 1972) es un nadador y triatleta español, conocido por cruzar a nado los 88 kilómetros que separan Jávea de Ibiza en 37 horas, 42 minutos y 54 segundos, siendo el segundo hombre en conseguirlo, después de David Meca.

## Biografía
Juanjo Serra Boned, nació en Ibiza en 1972, en el seno de una familia ibicenca, creció rodeado de experiencias relacionadas con el campo, el mar y el amor por el deporte. Tras cinco años de “exilio” de la isla para cursar estudios universitarios y entrenar al más alto nivel en triatlón, se licenció en Educación Física en la Universidad Politécnica de Madrid. En 1991, con diecinueve años se convierte en el primer triatleta español que obtiene beca en la residencia para deportistas Joaquín Blume de Madrid. Como deportista logra el Campeonato de España en categoría juvenil, Subcampeonato de España absoluto en triatlón de larga distancia y  primer triatleta de Baleares que participa y termina el Ironman de Hawái en 1994. El Campeonato de España de Triatlón Home de Ferro 1997 disputado en Ibiza marcó su punto final en el mundo de la competición. Sorpresivamente  logró una segunda posición, el mejor resultado de su carrera deportiva. Después de un breve período de descanso se decide a afrontar el reto deportivo más importante de su vida, en agosto de 1998 se lanza a nadar desde el espigón del puerto de Denia con destino Ibiza. A pesar de varios intentos previos nadie lo había logrado. 
En la actualidad sigue vinculado al mundo del deporte como Gerente en el Ayuntamiento de Santa Eulalia de la isla de Ibiza y reside en Santa Gertrudis. Durante los últimos años ha realizado un importante trabajo de difusión y promoción de la isla a través de la organización de eventos deportivos como la organización del Mundial de Triatlón que se celebró en Ibiza en el año 2003 y el Home de Ferro del que se celebraron XIV ediciones.

## Retos en su carrera
- Jávea-Ibiza: entre el 7 y el 9 de junio de 2014, durante 37 horas, 42 minutos y 54 segundos, nadó los 88 kilómetros que separan Jávea (Alicante) de Ibiza (Islas Baleares), convirtiéndose en la segunda persona que cruza a nado de la península a Baleares, después de que en 2006 lo consiguiera el catalán David Meca.[1]

## Palmarés personal
- 1989
  - CAMPEÑON DE ESPAÑA JUVENIL DE TRIATLÓN.
- 1990-1994
  - CAMPEÓN DE BALEARES DE TRIATLÓN.
- 1994
  - PRIMER ESPAÑOL 9H 39 MIN EN IRONMAN DE LANZAROTE.
  - PRIMER DEPORTISTA DE BALEARES EN CLASIFICARSE Y FINALIZAR EL IRONMAN DE HAWAII.
- 1997
  - MEJOR MARCA PERSONAL EN DISTANCIA IRONMAN EN HOLANDA 9 h 23 min 50 s.
  - SUBCAMPEÓN DE ESPAÑA DE TRIATLÓN DE LARGA DISTANCIA ABSOLUTO EN IBIZA-HOME DE FERRO.
  - CAMPEÓN DE ESPAÑA DE TRIATLÓN POR EQUIPOS CON EL CLUB TRIATLÓ SANTA EULÀRIA EN HOME DE FERRO(JoanBonet Roselló/Cecilio Pérez Agudo/Juan José Serra).
- 1998
  - TRAVESÍA NATACIÓN EN SOLITARIO FORMENTERA-IBIZA (11 millas entre faro puerto la Savina-faro puerto Ibiza) en 6h 36 min.
  - INTENTO DE CRUCE DENIA-IBIZA con retirada después de 35h a 10 millas de las Islas Bledas.
- 2007
  - MARATÓN DE CALVIÁ en 3 h 00 min 49 s
- 2008
  - MARATÓN DE SAN SEBASTIÁN en 3 h 2 min
- 2009
  - FINISHER IRONMAN DE NIZA.
- 2011
  - PROYECTO AZUL-TRAVESÍA DE NATACIÓN  VUELTA A IBIZA POR ETAPAS CON BEATRIZ SANTOS en 17 etapas, 130 km y un tiempo total de 53 h 43 min.
- 2012
  - IBIZA ULTRA TEAM (TRAVESÍA DE NATACIÓN 12 km). FINISHER con 2h 50 min.
  - PRIMER CLASIFICADO EN TRAVESÍA A NADO CABRERA-MALLORCA(25 km) en 7h 31 min
- 2013
  - PRIMER CLASIFICADO EN LA I ULTRASWIM ENTRE FORMENTERA-IBIZA(30 km) EN 11h 30 min
  - SEGUNDO INTENTO DE CRUCE A NADO PENÍNSULA-IBIZA(abortado por temporal a las 9h de travesía)
- 2014
  - UNE A NADO LA PENÍNSULA Y LAS ISLAS BALEARES: Playa del Portitxol (Javea)- Playa de Cala d'Hort (Ibiza) 88 km. en 37h 42min.
  - PRIMER CLASIFICADO EN LA II ULTRASWIM ENTRE FORMENTERA-IBIZA(30KM).